# Xanthoriomyces
Xanthoriomyces is een monotypisch geslacht van korstmossen behorend tot de familie Teloschistaceae. Het bevat alleen de soort Xanthoriomyces parietinae.